# قياس الأشكال المعتمد على الفوكسل
قياس الأشكال المعتمد على الفوكسل هو نهج حاسوبي للتشريح العصبي المعتمد على قياس الاختلافات في التراكيز المحلية لنسيج الدماغ، عبر مقارنة فوكسل لصور الدماغ المتعددة.
في قياس الأشكال التقليدي، يُقاس حجم الدماغ أو أجزائه الفرعية عن طريق رسم مناطق الاهتمام (آر أو آي إس) على الصور ناتجة عن مسح الدماغ وحساب الحجم المحصور. مع ذلك، تستغرق هذه العملية وقتًا طويلًا ويمكن لها توفير قياسين فقط للمناطق الكبيرة إلى حد ما. يمكن إهمال الاختلافات الصغيرة في الحجم. تكمن قيمة قياس الأشكال المعتمد علة الفوكسل (في بي إم) في سماحه بقياس شامل لجميع الاختلافات في جميع أنحاء الدماغ، وليس في بنى محددة فقط. يسجل «في بي إم» كل دماغ في قالب، يتخلص هذا القالب من معظم الاختلافات الكبيرة في تشريح الدماغ بين الأشخاص. تخضع الصور الدماغية بعد ذلك للتمهيد، إذ يمثل كل فوكسل متوسط نفسه ومجاوراته. في النهاية، يتعرض حجم الصورة للمقارنة عبر الأدمغة في كول فوكسل.
مع ذلك، يتسم «في بي إم» بحساسيته للعديد من الخادعات، بما في ذلك المحاذاة الخاطئة لبنى الدماغ، والتصنيف الخاطئ لأنواع النسج، والاختلافات في أنماط الطي وفي ثخانة القشرة المخية. يؤثر كل ما سبق على التحليل الإحصائي مسببًا اضطرابه، ما يقلل الحساسية تجاه التأثيرات الحجمية الحقيقية، أو يزيد فرصة الحصول على نتائج إيجابية كاذبة. فيما يتعلق بالقشرة المخية، ثبت أن اختلافات الحجم المحددة عبر «في بي إم» من شأنها عكس الاختلافات في مساحة سطح هذه القشرة، وليس الاختلافات في ثخانتها.

## فيما يتعلق بعدم تناظر الدماغ
عادة ما يُستخدم «في بي إم» من أجل قياس الاختلافات بين الأشخاص الخاضعين للفحص، لكن يمكن استخدامه بهدف فحص الاختلافات التشريحية العصبية بين نصفي الكرة المخية للكشف عن لا تناظر الدماغ..يشمل الإجراء التقني لمثل هذا الفحص الخطوات التالية:
1. إنشاء قالب صور الدماغ الخاص بالدراسة مع مجموعة متوازنة من الذكور والإناث من مستخدمي اليد اليمنى ومستخدمي اليد اليسرى.
2. إنشاء قالبي المادة البيضاء والمادة الرمادية في مرحلة تقطيع الصورة.
3. إنشاء قالبي المادة البيضاء والمادة الرمادية المتناظرين من خلال حساب متوسط نصفي الكرة المخية الأيمن والأيسر.
4. تقطيع صورة الدماغ واستخراجها، على سبيل المثال، إزالة نسج فروة الرأس من الصورة.
5. التطبيع المكاني للقوالب المتناظرة.
6. تصحيح التغير في الحجم (تطبيق المحددة الجاكوبية).
7. التمهيد المكاني (تتمثل كثافة كل فوكسل بمتوسط موزون محلي معبر عنه باعتباره تركيز «جي إم»، أو «دبليو إم» أو «سي إس إف».
8. التحليل الإحصائي الفعلي عبر النموذج الخطي العام، على سبيل المثال، رسم الخرائط الإحصائية.

تظهر نتيجة هذه الخطوات في شكل خريطة معلمات إحصائية، مع إبراز جميع وحدات الفوكسل في الدماغ حيث تزداد / تنقص الكثافات (الحجم أو تركيز «جي إم» بناءً على تطبيق خطوة التعديل أو عدم تطبيقها) بشكل كبير في مجموعة الصور بالمقارنة مع تلك الخاصة بمجموعة أخرى خاضعة للفحص.